# Жан-Мишель де Лепине
Жан-Мишель де Лепине (фр. Jean-Michel de Lépinay; ок. 1665 — 3 января 1721) — французский военный и колониальный деятель, губернатор Луизианы (1717—1718) и Гренады (1718—1721).

## Биография
Жан-Мишель де Лепине родился в Фужере, провинция Бретань, Франция. Вступив во французскую армию, Лепине иммигрировал в Канаду в качестве прапорщика в 1687 году, получил звание лейтенанта с половинным окладом в 1690 году и лейтенанта в действительном списке в 1691 году.
В 1691 году он был назначен капитаном порта Квебек по просьбе генерал-губернатора Новой Франции Луи де Бюада де Фронтенака. Он занимал эту должность до 20 апреля 1695 года, после чего вернулся во Францию, чтобы заняться семейными делами.
12 марта 1716 года Жан-Мишель Лепине был назначен губернатором Луизианы Антуаном Кроза, королевским администратором колонии. Прежде чем покинуть Францию, Лепине искал и получил Крест Святого Людовика, который, как он утверждал, повысит его престиж в глазах коренных племен региона. Лепине покинул Францию на борту корабля «Лудлоу», которым он командовал, 21 декабря, и вступил в должность в феврале 1717 года. Он прибыл в колонию с новым комиссаром-комиссаром, 50 новыми колонистами и тремя ротами пехоты. Однако вскоре Лепине оказался в разногласиях с Жаном-Батистом Ле Муаном де Бьенвилем, дважды губернатором и влиятельный лидером в колонии. Не сумев продемонстрировать каких-либо улучшений по сравнению с администрацией бывшего губернатора Антуана Ломе де Ламота де Кадильяка, Лепине был заменен на посту губернатора Бьенвилем после того, как Кроза успешно подал прошение об освобождении от своего соглашения о развитии колонии.
В ноябре 1717 года Жан-Мишель Лепине был назначен губернатором карибского острова Гренада. 18 мая 1720 года он покинул остров Экс-ан-Аталанта, чтобы вступить в управление Гренадой, прибыв туда 28 июня. Он умер 3 января 1721 года в Форте Рояль (Мартиника).